# شکیلا هاشمی
شکیلا هاشمی (زاده ۱۳۴۷ ولایت کابل) سیاستمدار افغانستانی و نماینده مردم ولایت لوگر در دوره‌های پانزدهم و شانزدهم مجلس نمایندگان است. وی در مجلس شانزدهم نمایندگان افغانستان عضو کمیسیون اقتصاد ملی می‌باشد.

## زندگی‌نامه
شکیلا هاشمی زاده ۱۳۴۷ از ولایت کابل است. وی تحصیلات متوسطه خود را در لیسه/دبیرستان عایشه درانی کابل به اتمام برد و سند لیسانس خود را در یک دانشگاه خصوصی در پاکستان کسب کرد.

## دیگر فعالیت‌ها
دیگر فعالیت‌های وی:
- معاون کورس التراسوند انستیتوت وهاج.
- دایرکتر ۳۵ کورس دری برای اطفال و جوانان زن در زمان حاکمیت طالبان.
- مربی آشیانه مرکزی دفتر یونیسف در کابل.
- رئیس و بنیانگذاری مرکز همبستگی انکشاف فرهنگ اطفال و جوانان.
- رئیس شورای زنان ناحیه هفتم کابل.
- معاون کمیسیون حقوق بشر در بخش زنان.
- معاون شفاخانه تشخیصیه وهاج.
- رئیس مرکز فرهنگی جوانان ولایت لوگر.
- عضویت در لویه جرگه‌های اضطراری و تصویب قانون اساسی.
- نماینده لوگر در دوره‌های پانزدهم و شانزدهم مجلس نمایندگان افغانستان.